# Поні-Рок (Канзас)
Поні-Рок (англ. Pawnee Rock) — місто (англ. city) в США, в окрузі Бартон штату Канзас. Населення — 193 особи (2020).

## Географія
Поні-Рок розташоване за координатами 38°15′54″ пн. ш. 98°58′56″ зх. д. / 38.26500° пн. ш. 98.98222° зх. д. (38.264930, -98.982284).  За даними Бюро перепису населення США в 2010 році місто мало площу 0,73 км², уся площа — суходіл.

## Демографія
Згідно з переписом 2010 року, у місті мешкали 252 особи в 107 домогосподарствах у складі 71 родини. Густота населення становила 345 осіб/км².  Було 137 помешкань (187/км²).
Расовий склад населення:
| - 96,0 % — білих - 0,4 % — корінних американців |

До двох чи більше рас належало 3,2 %. Частка іспаномовних становила 2,4 % від усіх жителів.
За віковим діапазоном населення розподілялося таким чином: 25,4 % — особи молодші 18 років, 63,5 % — особи у віці 18—64 років, 11,1 % — особи у віці 65 років та старші. Медіана віку мешканця становила 44,2 року. На 100 осіб жіночої статі у місті припадало 119,1 чоловіків;  на 100 жінок у віці від 18 років та старших — 100,0 чоловіків також старших 18 років.
Середній дохід на одне домашнє господарство  становив 36 058 доларів США (медіана — 30 750), а середній дохід на одну сім'ю — 44 109 доларів (медіана — 44 375). За межею бідності перебувало 20,3 % осіб, у тому числі 28,1 % дітей у віці до 18 років та 7,7 % осіб у віці 65 років та старших.
Цивільне працевлаштоване населення становило 97 осіб. Основні галузі зайнятості: публічна адміністрація — 23,7 %, освіта, охорона здоров'я та соціальна допомога — 19,6 %, мистецтво, розваги та відпочинок — 12,4 %, роздрібна торгівля — 10,3 %.